# Полифениленоксид
Полифениленоксид (англ. Polyphenylene oxide, PPO), также полифениленэфир (англ. Polyphenylene ether, PPE) — циклоцепной полиэфир, термопластичный материал, сохраняющий стабильные физические свойства и хорошие диэлектрические характеристики при температуре до 240 °С. Обладает стойкостью к воздействию кислот, щелочей и перегретого пара. Для повышения прочности и влагостойкости обычно смешивается при производстве с полистиролом. 
Получают полимеризацией мономера, 2,6-ксиленола (2,6-диметилфенола) в присутствии кислорода и катализатора на основе меди. Способы переработки: литьё под давлением или экструзия при температуре 340 °С. Используется в радиоэлектронике, в автомобильном производстве, а также, благодаря высокой электрической прочности (16-20 кВ/мм), в производстве электрических кабелей.